# Скрентович Осип
О́сип Скренто́вич (? — після 1935) — професор, діяч «Просвіти».

## Життєпис
Випускник львівської Торговельної академії. Упродовж 1906−1907 років відробляв торговельну практику у Товаристві з обмеженою відповідальністю «Дністер». В 1907—1909 роках − на фабриці будівельного промислу Івана Левинського, протягом 1909—1911 років − у львівському Крайовому ревізійному союзі.
Станом на 1916 рік — заступник голови Виділу економічної Комісії Товариства «Просвіта» у Львові.
Був викладачем, згодом — головним бухгалтером Торговельної школи «Просвіти», з 1935 року − її директором; викладав бухгалтерію.